# Liste der Biografien/Ziz
Liste der Biografien |
Portal Biografien |
Personensuche
# |
A |
B |
C |
D |
E |
F |
G |
H |
I |
J |
K |
L |
M |
N |
O |
P |
Q |
R |
S |
T |
U |
V |
W |
X |
Y |
Z |
?
 
Za |
Zb |
Zc |
Zd |
Ze |
Zf |
Zg |
Zh |
Zi |
Zj |
Zk |
Zl |
Zm |
Zn |
Zo |
Zr |
Zs |
Zu |
Zv |
Zw |
Zy |
Zz
 
Zia |
Zib |
Zic |
Zid |
Zie |
Zif |
Zig |
Zih |
Zij |
Zik |
Zil |
Zim |
Zin |
Zio |
Zip |
Zir |
Zis |
Zit |
Ziu |
Ziv |
Ziw |
Zix |
Ziy |
Ziz
Die Liste der Biografien führt alle Personen auf, die in der deutschsprachigen Wikipedia einen Artikel haben. Dieses ist eine Teilliste mit 36 Einträgen von Personen, deren Namen mit den Buchstaben „Ziz“ beginnt.

## Ziz
- Ziz, Johann Baptist (1779–1829), deutscher Apotheker und Botaniker

### Zize
- Žižek, Franz (1876–1938), österreichischer Statistiker
- Žižek, Slavoj (* 1949), slowenischer Philosoph, Psychoanalytiker und KulturkritikerSlavoj Žižek (* 1949)

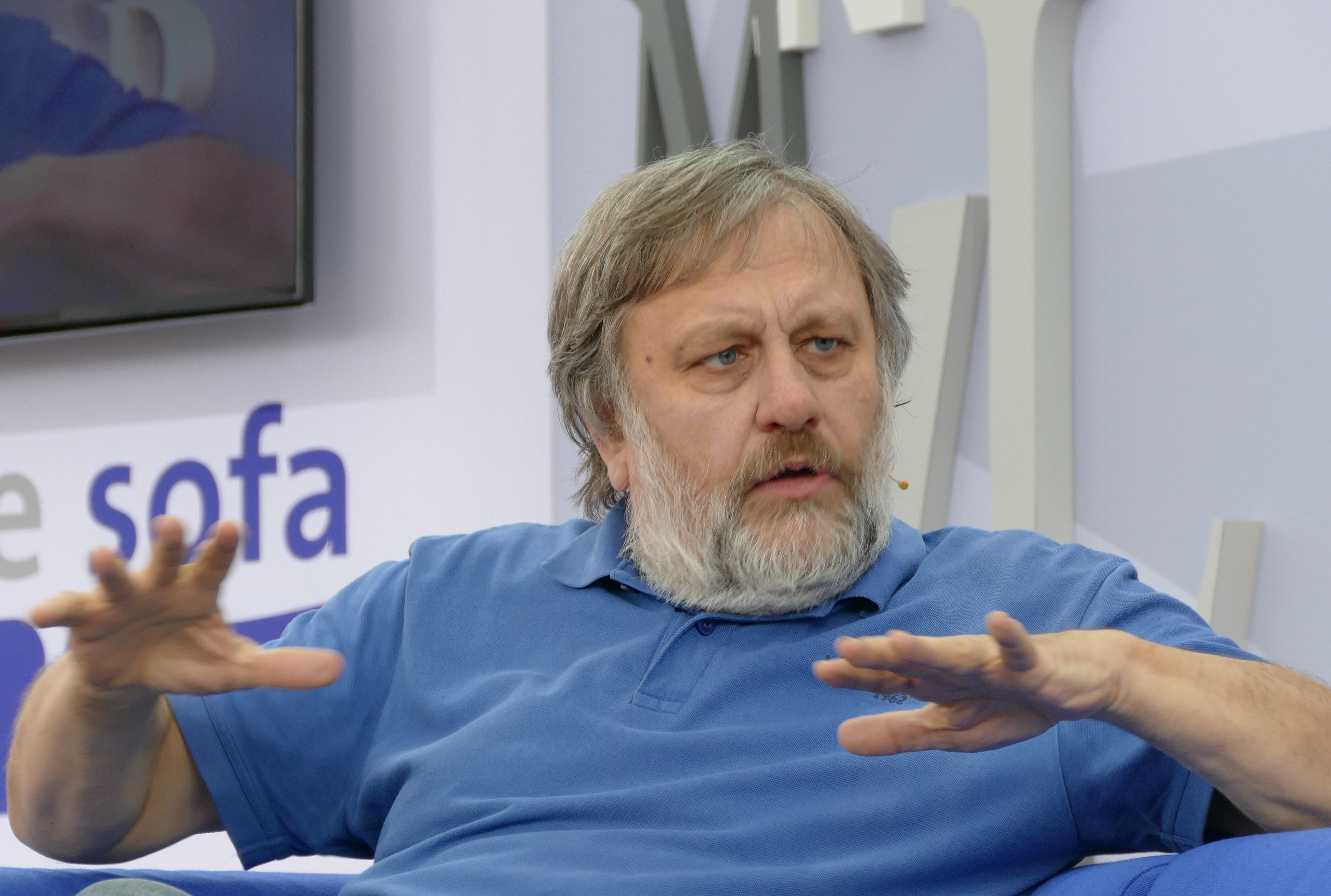
Slavoj Žižek (* 1949)

### Zizi
- Zizi, Hafida (* 1976), marokkanische Malerin und Bildhauerin
- Zizianow, Pawel Dmitrijewitsch (1754–1806), georgischer Adeliger und General der Kaiserlichen Russischen Armee
- Ziziaschwili, Gotcha (* 1973), sowjetischer, georgischer bzw. israelischer Ringer
- Žižić, Andrija (* 1980), kroatischer Basketballspieler
- Žižić, Ante (* 1997), kroatischer Basketballspieler
- Žižić, Nikola (* 1988), kroatischer Fußballspieler
- Žižić, Nina (* 1985), montenegrinische Popsängerin
- Žižić, Rajko (1955–2003), jugoslawischer Basketballspieler
- Žižić, Zoran (1951–2013), jugoslawischer und montenegrinischer Politiker
- Žižienė, Teresė (1933–2022), litauische Ärztin und Ehrenbürgerin von Jonava
- Zizikjan, Anahit (1926–1999), armenische Violinistin
- Ziziļevs, Mihails (* 1973), lettischer Fußballspieler
- Zizin, Nikolai Wassiljewitsch (1898–1980), russischer Biologe und Botaniker
- Zizinho (1921–2002), brasilianischer Fußballspieler
- Zizinow, Juri Alexandrowitsch (1937–1994), russischer Eishockeyspieler
- Žižins, Artemijs (* 2006), lettischer Snookerspieler
- Zizioulas, Ioannis (1931–2023), Metropolit von Pergamon

### Zizk
- Zizka, Alexander, deutscher Biogeograph und Botaniker
- Žižka, Jan († 1424), böhmischer Heerführer der HussitenJan Žižka († 1424)

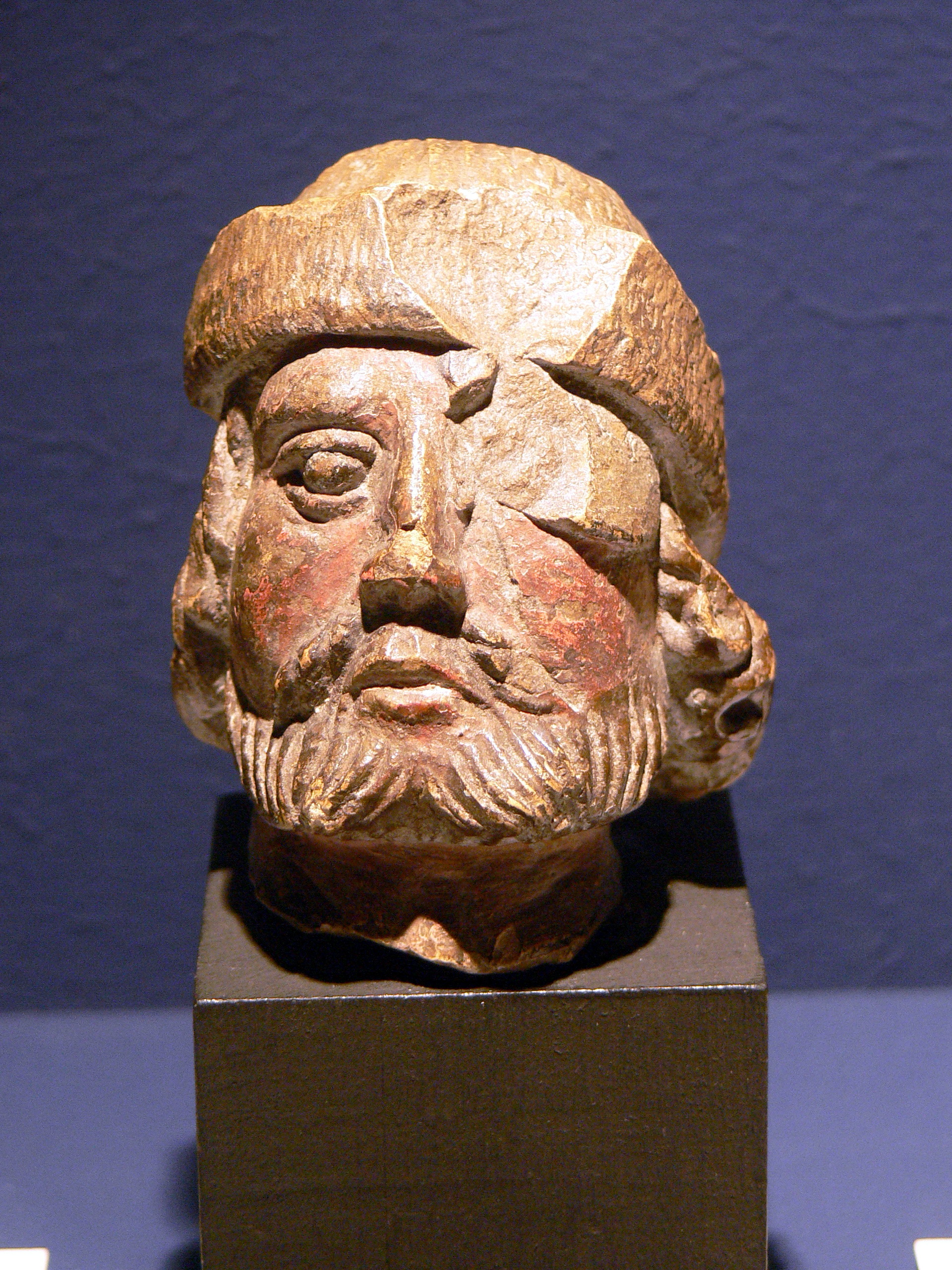
Jan Žižka († 1424)

- Žižka, Ladislav (* 1945), tschechoslowakischer Biathlet
- Žižka, Miroslav (* 1964), tschechischer General
- Zizka, Peter (* 1961), deutscher Künstler und Designer
- Zizka, Walburga (1933–1994), deutsche Sozialpolitikerin (CDU)
- Zizkischwili, Sopiko (* 2000), georgische Tennisspielerin

### Zizl
- Zizler, Georg (1897–1965), deutscher Verwaltungsjurist
- Zizler, Josef (1881–1955), deutscher Architekt und Oberbaudirektor
- Zizler, Zenta (1909–2010), deutsche Bildhauerin
- Zizlsperger, Eberhard (1917–2013), deutscher Geschäftsführer und Senator (Bayern)

### Zizm
- Zizmann, Erich (* 1964), deutscher Schriftsteller
- Zizmann, Marieluise (* 1947), deutsche Badmintonspielerin

### Zizo
- Zizola, Giancarlo (1936–2011), italienischer Journalist und Publizist
- Zizov, Eli (* 1991), israelischer Fußballspieler

### Zizz
- Zizzo, Sal (* 1987), US-amerikanischer Fußballspieler